# 霍達基 (科羅斯堅區)

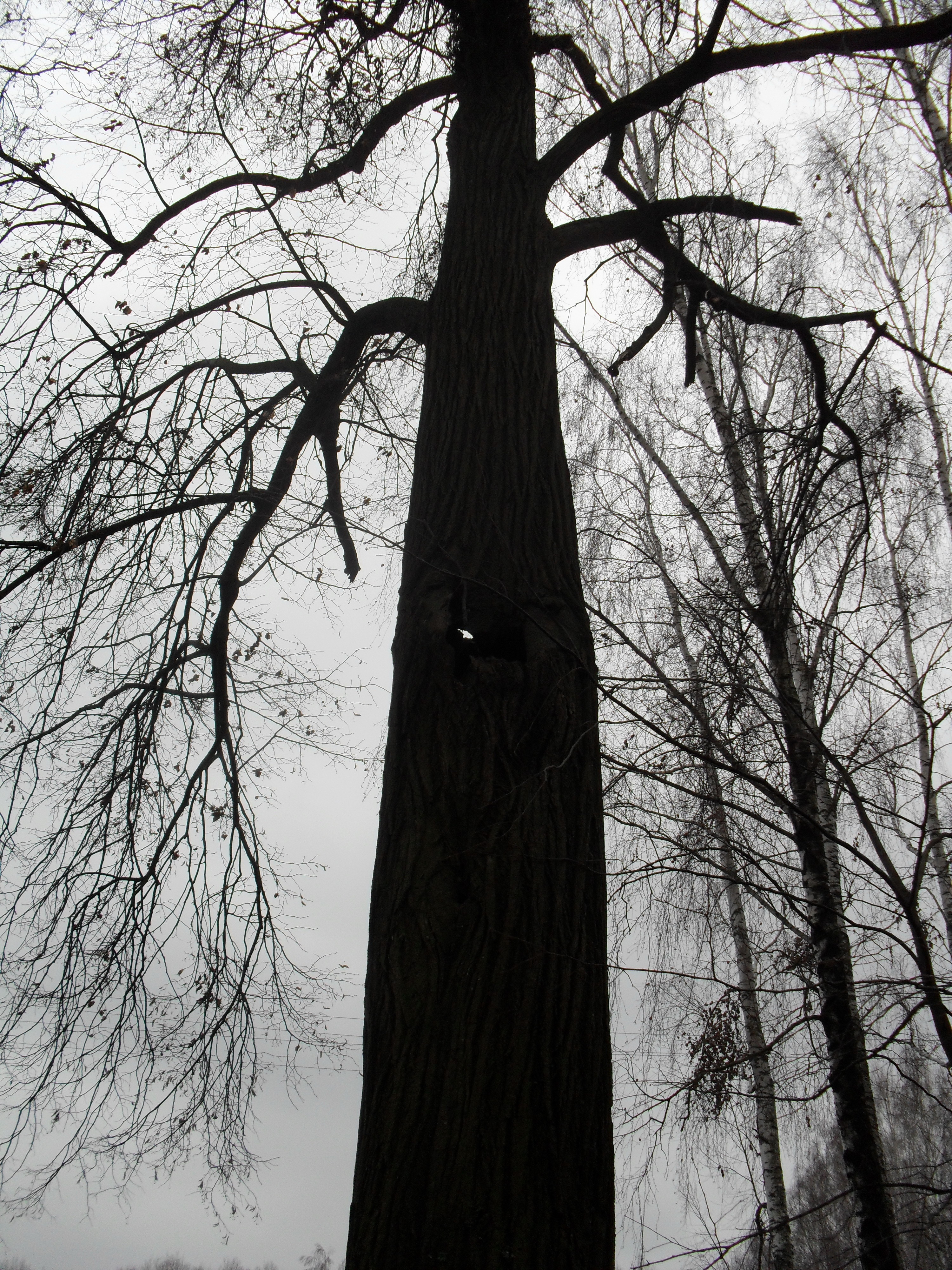

霍達基（烏克蘭語：Ходаки），是烏克蘭的村落，位於該國北部日托米爾州，由科羅斯堅區負責管轄，始建於1570年，面積1.87平方公里，海拔高度172米，2001年人口270，人口密度每平方公里144.46人。
50°58′41″N 28°48′24″E / 50.97806°N 28.80667°E